# Gobierno provisional de Viamonte
El Gobierno provisional de Viamonte fue un gobierno provisional federal moderado de Argentina, estaba decidido a respetar el acuerdo, pero sectores del Partido Federal, exigieron la restauración de la legislatura disuelta por el golpe de diciembre de 1828. Esta solución, respaldada por Rosas, se impuso.
Viamonte convocó a la legislatura de tiempos de Manuel Dorrego, que eligió gobernador a Juan Manuel de Rosas, el 5 de diciembre de 1829, otorgándole ser brigadier, con facultades extraordinarias e iniciando una nueva etapa en la historia de la Argentina.
- Datos: Q5882012